# Андрієво-Мелентьєвське сільське поселення
Андрієво-Мелентьєвське сільське поселення — муніципальне утворення у Неклинівському районі Ростовської області.
Адміністративний центр поселення — село Андрієво-Мелентьєво.
Населення — 3139 осіб (2010 рік).

## Географія
Андрієво-Мелентьєвського сільського поселення розташоване на правобережжі Міуса при його впадінні до Міуського лиману, на північному боці Міуського лиману та у гирлі Мокрої Сарматки — правої притоки Міусу; на північний захід від Таганрогу.

## Історія
Село Андрієво-Мелентьєво було засноване за 2 версти на південь від Сухо-Сарматського поселення, що розташовувалося на правому березі річки Міус при її впадінні у лиман, — спочатку належало козацькій дружині П. Васильєвій. зі згадкою про хутір з 1752 року.
Васильєва у 1764 році продала хутір козаку Я. Мелентьєву. У 1820 році хутір належав його нащадку полковнику Андрію Федоровичу Мелентьєву. У списках 1859 року хутір був названий поселенням Мелентьеєо-Андріївським, а його населення налічувало 484 особи при 61 дворі.
Селище Міусько-Лиманське було засновано козаком М. І. Нардековим у 1764 році. У 1819 році сини Нардекова продали хутір, в якому тоді вже було насаджено фруктовий сад й перебували пасіка, млин на джерелі, — полковнику Афанасію Івановичу Золотареву й старшині Василю Івановичу Золотареву. У 1859 році селище називалося Золотарев-Міуський.
У 1912 році в селищі Лотошников мешкало 88 осіб. На захід від нього розташовувалися хутора Боркін та Олександрівка. Олександрівка була заснована сотником О. Стамбуловим у 1793 році. У 1820 році там мешкала його удова Параска Кіндратівна Стамбулова.
На заході було заснований хутір Грузинів удовою хорунжого А. Є. Єгоровою у 1810 році. До 1846 року він був перейменований на селище Єгоров. У 1859 році називався Грузинів-Лиманський. У 1873 році — Веселий Грузинів.
Селища Павло-Мануйлівського над річкою Міус у списках 1859 року немає. Вказаний у 1866 році під ім'ям селище Малий Уділ на захід від Лотошникова. У 1873 році мав 118 осіб населення.
Селище Сухо-Сарматський засноване у 1896 році підполковником О. Ф. Мелентьєвим.
Хутір Мокро-Сарматський розташований у впадінні річки Мокрої Сарматки до Міусу. Був заснований старшиною Барабанщиковим, згодом перейшов до його дочки, одруженої з Ханжонковим. У списках 1822 року названо селище Нижньо-Ханжонков, а 1859 року — Ханжонков-Сарматський. У списках 1873 року селище Мокро-Сарматський з населенням 260 осіб вказано колишнім центром Сарматської волості.

## Адміністративний устрій
До складу Андрієво-Мелентьєвського сільського поселення входять:
- село Андрієво-Мелентьєво — 683 осіб (2010 рік);
- село Золотарево — 257 осіб (2010 рік);
- село Лотошники — 77 осіб (2010 рік);
- село Мар'євка — 547 осіб (2010 рік);
- селище Дар'ївка — 267 осіб (2010 рік);
- селище Мокросарматка — 281 осіб (2010 рік);
- селище Павло-Мануйлівський — 96 осіб (2010 рік);
- селище Сухосарматка — 482 осіб (2010 рік);
- хутір Боркин — 65 осіб (2010 рік);
- хутір Грузинівка — 82 осіб (2010 рік);
- хутір Красний — 50 осіб (2010 рік);
- хутір Родіонівка — 252 осіб (2010 рік).